# 宮崎道生
宮崎 道生（みやざき みちお、1917年10月13日 - 2005年4月1日）は、日本史学者、新井白石の研究者。
三重県生まれ。1941年、東京帝国大学文学部国史学科卒業、文学部大学院、文学部副手・助手を経て、1945年、弘前高等学校教授。1949年、弘前大学文理学部助教授。1961年、文学博士。1965年、弘前大学人文学部教授、1972年、岡山大学法文学部教授。1978年、國學院大學教授。1988年、定年退任、講師となる。1991年退任。1997年春、勲三等瑞宝章受勲。

## 著書

### 単著
- 『歴史と人生』都出版社、1954年。
- 『新井白石序論』芸林会、1954年。
  - 『新井白石序論 増訂版』吉川弘文館、1976年。
- 『新井白石』至文堂(日本歴史新書)　1957年。
- 『新井白石の研究』吉川弘文館、1958年。
  - 『新井白石の研究 増訂版』吉川弘文館、1984年。
- 『世界史と日本の進運』福村書店、1962年。
  - 『世界史と日本の進運』（再訂版）刀水書房、1979年。
- 『青森県の歴史』山川出版社〈県史シリーズ 2〉、1970年。
- 『新井白石の洋学と海外知識』吉川弘文館、1973年。
- 『新井白石の時代と世界』吉川弘文館、1975年。
- 『青森県の歴史と文化』津軽書房、1977年。
- 『新井白石の人物と政治』吉川弘文館、1977年。
- 『新井白石と思想家文人』吉川弘文館、1985年。
- 『近世・近代の思想と文化 日本文化の確立と連続性』ぺりかん社 1985
- 『新井白石断想』近藤出版社 1987
- 『新井白石の史学と地理学』吉川弘文館 1988
- 『新井白石』吉川弘文館 (人物叢書)　1989
- 『熊沢蕃山 人物・事績・思想』新人物往来社 1995
- 『シーボルトと鎖国・開国日本』思文閣出版 1997

### 校訂・編著
- 「南部と津軽 八戸から弘前へ」『みちのく歴史散歩』（豊田武 編）河出書房新社、1962年、130-146頁。
- 「新井白石と間部詮房」『江戸幕府 : その実力者たち 下巻』（北島正元 編）人物往来社、1964年、51-74頁。
- 『定本折たく柴の記釈義』至文堂、1964年。
  - 『定本折たく柴の記釈義 増訂版』近藤出版社、1985年。
- 『西洋紀聞』（新訂）平凡社〈東洋文庫〉、1968年。
- 青森県近代史年表 編集 青森県 1973
- 蕃山全集 第7冊 熊沢蕃山 谷口澄夫共編 増訂 名著出版 1980.5
- 「熊沢蕃山の葬祭論」『神道史の研究 : 宮地直一博士三十年祭記念論文集』（国学院大学神道史学会 編）叢文社、1980年11月、355-382頁。
- 『新井白石の現代的考察』吉川弘文館、1985年。
- 三輪物語 熊沢蕃山 三輪明神大神神社 1991.8
- シーボルトと日本の開国近代化 箭内健次共編 続群書類従完成会 1997.2